# 梅利托波尔战役
梅利托波尔战役是2022年俄罗斯入侵乌克兰中在乌克兰南部扎波羅熱州梅利托波尔市所爆发的一次战役，這是俄國入侵烏克蘭南部攻勢的一部分。
俄國軍隊在2022年2月25日開始進入梅市，在3月1日完全控制該市。主要戰鬥結束後，梅市市民抗議俄國武力控制該市。3月11日，梅市市長因拒絕合作而被俄羅斯軍隊逮捕，但後來於3月16日獲釋，以換取15名俄羅斯戰俘。

## 背景
梅利托波爾是紮波羅熱州僅次於扎波羅熱的第二大城市。城市位於它位於莫洛赫納河上，此河流入莫洛赫尼萊曼河，最終匯入亞速海。
梅市人口150,768（2021年估计）
梅市位於兩條歐洲主要高速公路的交匯處，還有一條具有重要性的鐵路線穿過這座城市。梅市被稱為“通往克里米亞的門戶”；在2014年俄羅斯佔領克里米亞之前，80%的前往該半島的旅客列車經過該市，夏季道路交通量將達到每天45,000 輛。
俄軍控制梅市後，將可以向別爾江斯克推進，最終抵達马里乌波尔，這將可以連接克里米亞與頓涅茨克人民共和國。

## 戰鬥
2022年2月25日上午10:30，俄罗斯军队进入梅利托波尔。扎波罗热州州长亚历山大·斯塔鲁赫称：炮弹击中了公寓楼，并爆发激烈的巷战。上午10时至11时左右。据非官方消息称，当地市议会遭到炮击，而摄像机镜头截图显示坦克驶进了城市的各主要街道。據報導，在戰鬥中，俄羅斯軍隊向梅市的一家醫院開火，造成4人死亡，10人受傷。
梅利托波尔城市的领导层在2月25日晚上宣布投降，俄軍佔領梅市，然而烏軍依然發動反擊，根據當地人報告，梅市街道上出現砲擊以及俄國坦克。俄國在2月26日宣布佔領梅市，然而，英國武裝部隊部長詹姆斯·赫佩 (James Heappey) 說它仍然在烏克蘭的控制之下。
2022年3月1日，俄罗斯军队恢复对梅利托波尔及其周边城市的攻击。梅利托波尔市长伊万·费多罗夫随后表示俄军已占领该城。

## 後續

### 2022年3月11日
2022年3月11日，梅利托波尔市长伊万·费多罗夫被卢甘斯克人民军从政府大楼带离。卢甘斯克地区检察官指控他涉嫌资助极端组织，曾“针对顿巴斯地区平民实施恐怖主义犯罪行为”，并向乌克兰新纳粹组织“右区”提供资金等帮助。